# Trelawny

Karta över Jamaica med Trelawny markerat.

Trelawny är en församling (parish) i nordvästra Jamaica, i Cornwall County. Huvudstaden är Falmouth. Trelawny gränsar till Saint Ann i öster, Saint James i väster och delar av Saint Elizabeth och Manchester i söder. Öppningsceremonin för ICC Cricket World Cup 2007 hölls här. Det är även den berömde löparens Usain Bolts hemstad.